# Acacia nigricans
Acacia nigricans är en ärtväxtart som först beskrevs av Jacques-Julien Houtou de La Billardière, och fick sitt nu gällande namn av Robert Brown. Acacia nigricans ingår i släktet akacior, och familjen ärtväxter. Inga underarter finns listade i Catalogue of Life.